# GJB6
GJB6 (англ. Gap junction protein beta 6) – білок, який кодується однойменним геном, розташованим у людей на короткому плечі 13-ї хромосоми. Довжина поліпептидного ланцюга білка становить 261 амінокислот, а молекулярна маса — 30 387.
| 10         |  | 20         |  | 30         |  | 40         |  | 50         |
| ---------- |  | ---------- |  | ---------- |  | ---------- |  | ---------- |
| MDWGTLHTFI |  | GGVNKHSTSI |  | GKVWITVIFI |  | FRVMILVVAA |  | QEVWGDEQED |
| FVCNTLQPGC |  | KNVCYDHFFP |  | VSHIRLWALQ |  | LIFVSTPALL |  | VAMHVAYYRH |
| ETTRKFRRGE |  | KRNDFKDIED |  | IKKQKVRIEG |  | SLWWTYTSSI |  | FFRIIFEAAF |
| MYVFYFLYNG |  | YHLPWVLKCG |  | IDPCPNLVDC |  | FISRPTEKTV |  | FTIFMISASV |
| ICMLLNVAEL |  | CYLLLKVCFR |  | RSKRAQTQKN |  | HPNHALKESK |  | QNEMNELISD |
| SGQNAITGFP |  | S          |  |            |  |            |  |            |

A: Аланін

C: Цистеїн

D: Аспарагінова кислота

E: Глутамінова кислота

F: Фенілаланін

G: Гліцин

H: Гістидин

I: Ізолейцин

K: Лізин

L: Лейцин

M: Метіонін

N: Аспарагін

P: Пролін

Q: Глутамін

R: Аргінін

S: Серин

T: Треонін

V: Валін

W: Триптофан

Локалізований у клітинній мембрані, мембрані, клітинних контактах.